# Inflame
Inflame es un compilado de lados B del disco Infame, editado en 2016 por el grupo argentino Babasónicos.

## Lista de canciones
| N.º | Título            | Duración |  |
| 1.  | «El Cuerno Llama» | 3:21     |  |
| 2.  | «Matriz de Loco»  | 3:03     |  |
| 3.  | «Hijos de»        | 3:12     |  |
| 4.  | «Clamor»          | 3:16     |  |
| 5.  | «Dos Reyes»       | 2:44     |  |
| 6.  | «Mosca de Chisme» | 2:46     |  |
| 7.  | «Frívola»         | 2:36     |  |
| 8.  | «Mucho»           | 2:12     |  |

## Personal
- Producción: Babasónicos.
- Grabación: Andrew Weiss y Gustavo Iglesias.

## Cortes de difusión
- «El Cuerno Llama».